# Mondial Tissus
 (janvier 2016).
Mondial Tissus est une entreprise de distribution française, spécialisée dans la commercialisation du tissu et de la mercerie.

## Historique
En 1981, animés par la préoccupation d’écouler des stocks de tissus, les fils d’industriels Christophe et Didier Jacquard ouvrent deux magasins dédiés au tissu en libre service, à Dijon (Côte-d'Or) et Villeurbanne (Rhône). Ils ont l’idée de disposer simplement des rouleaux de tissus, sur des tables, avec des ciseaux au bout de chaînes pour que les clients se servent. En 1987, l’enseigne se développe dans 40 autres villes françaises et complète son offre par l’introduction de la mercerie. 
En 1998, l’entreprise familiale est rachetée par le Groupe Lazard et le CIC. En 2001, Mondial Tissus rachète deux de ses concurrents : les Tissus Guy Patrice, ainsi que Tissus Mode. L’entreprise complète son offre en proposant une gamme complète de prêt à poser, de tringles et d’accessoires pour la Fenêtre. Mondial Tissus devient à cette époque et demeure encore aujourd’hui le leader de la vente de mercerie et de tissus au mètre en France. 
En 2005, le fonds d’investissement Apax Partners fait l’acquisition de Mondial Tissus et restructure son organisation. Au 1er janvier 2007, l’ensemble des 40 sociétés composant le Groupe fusionnent pour donner naissance à la société Mondial Tissus Exploitation, dont le siège social est situé à Rillieux-la-Pape en région lyonnaise. En 2009, Mondial Tissus diversifie son offre et se lance sur le marché de la décoration sur mesure. 
En 2010, Denis Lévy - créateur de Franprix et cofondateur de Leader Price, reprend l'affaire, décide d’insuffler une nouvelle dynamique en structurant davantage l’entreprise et en modifiant sa stratégie de marque. De nouveaux magasins sont ainsi ouverts en périphérie des grandes villes au cours des années 2010. En 2013, le nouveau site officiel est mis en ligne. 
Aujourd’hui, Mondial Tissus possède un réseau de distribution de 100 magasins à travers la France.
En juin 2021, Mondial Tissus acquiert Mondial Textiles, une entreprise belge créée sur son modèle, ayant 10 millions d'euros de chiffres d'affaires et une cinquantaine de salariés.

## Identité visuelle

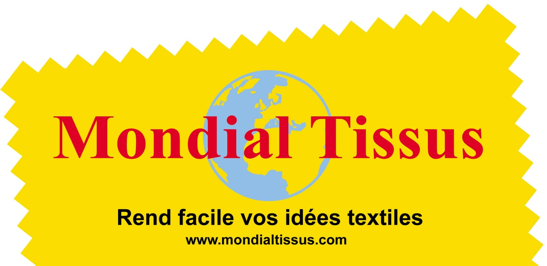
Premier logo de Mondial Tissus
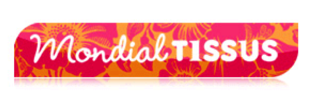
Logo de Mondial Tissus en 2005
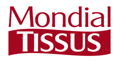
Logo de Mondial Tissus en 2014